# لورنس فانوس
لورنس فانوس (Lawrence Fanous) رياضي أردني ولد في 27 أغسطس 1985؛ وهو لاعب في السباق الثلاثي (ترايثلون)، شارك في الألعاب الأولمبية الصيفية 2016 وحصل على المركز ال47 من اصل 50

## روابط خارجية
- لورنس فانوس على موقع اتحاد الترياتلون الدولي (الإنجليزية)
- لورنس فانوس على موقع اللجنة الأولمبية الدولية (الإنجليزية)
- لورنس فانوس على موقع أوليمبيديا (الإنجليزية)